# Boris Velikovsky
Boris Velikovsky (1878 — 1937‎) foi um arquitecto russo.
Pertenceu ao movimento construtivista.
Velikovsky integrou o Grupo OSA.